# Нет мира под оливами
«Нет мира под оливами» — фильм-драма режиссёра Джузеппе Де Сантиса. Премьера в Италии 10 сентября 1950 года. Международное название: «No Peace Under the Olive Tree», «Under the Olive Tree».
Наряду с другими фильмами Де Сантиса он принадлежит к течению итальянский неореализм, который развивался в Италии в период между 1943 и 1952 годами. Фильм был снят между Фонди, родиной режиссёра, Итри и Сперлонги .

## Сюжет
Франческо Доменичи, который только что вернулся с фронта, три года сражался и был заключенным еще три года, имеет единственную работу - работу пастуха. У его семьи когда то было 20 овец, но во время его отсутствия их почти всех украл другой пастух, Агостино Бонфильо (Фолько Лулли), которому теперь принадлежит 200 овец.
Убеждая себя поговоркой «Кто ворует то, что принадлежит ему, а не вор», Франческо разрабатывает план возврата своих овец. Вовлекает всю свою семью и убеждает Лючию (Лючия Бозе), которая влюблена в него, также следовать за ним. Лючия обручена с Агостино, но, тем не менее, всегда питала сильные чувства к Франческо: она была единственным свидетелем кражи овец, совершенной Агостино у семьи Франческо.
Однажды ночью все агостинские овцы были украдены. Бонфилио отправляется на поиски воров, но Франческо убегает от него: он находит сестру Франческо, Марию Грацию, Агостино жаждет мести, поэтому бросается на Марию Грацию и овладевает ей. Затем он осуждает Франческо, которого арестовали на следующий день. На суде пастухи, призванные давать показания со стороны защиты, единогласно утверждают, что овцы принадлежат Агостино. Франческо доверяет Лючии, надеясь, что она скажет правду, но и девушка предает его, говоря под присягой, что он ничего не знает; Франческо приговорен к четырем годам лишения свободы.
В день свадьбы Агостино с Лючией Мария Грация сталкивается с ним публично, поэтому весь город узнает, что у Агостино есть любовница. Лючия отказывается следовать за женихом в новый дом, и брак, заключённый, но не завершенный, отменяется. Чтобы исправить скандал, мать Агостино решает приютить молодую девушку в своем доме. Агостино, однако, заявляет, что в таком случае она будет жить, как слуга. Что касается Лючии, она возвращается жить к своим родителями.
В том же время Бонфилио был еще более противодействует пастухам, решив арендовать все пастбища богатого владельца (адвоката).
Франческо тем временем уже находится не в тюрьме: ему удается бежать с сокамерником. Люсия, как только узнает, покидает дом своего отца и отправляется на поиски Франческо.
Агостино уверен в своей правоте: бездействие соперника не продлится долго, так как карабинеры просеивают всю территорию. Но дело обстоит иначе: пастухи прикрывают Франческо, которому удается достать винтовку. С Лючией он прибывает в дом Агостино.
Бонфилио сбегает. Только Мария Грация осталась с ним. Даже пастухи, которые когда-то были куплены Агостино, теперь повернулись против него и не согласились приютить его, даже за плату.
При первом нервном расстройстве Марии Грации Агостино выходит из себя и убивает ее, задушив ее руками.
Франческо снова преследует Агостино, заставляя его тратить патроны попусту. Когда они наконец достигли друг друга, Агостино обнаруживает, что патроны закончились. Отчаявшись, он бросается с утеса и умирает.
В этот момент карабинеры прибывают, и Франческо готов позволить себе быть арестованным, но маршал понял, что настоящим виновником всего является Агостино, поэтому он обещает, что дело будет пересмотрено. В этот момент Франческо наконец снова может надеяться на новую, более справедливую жизнь вместе с Лючией.

## Критика
Джанни Рондолино в каталоге итальянского кинофильма «Болаффи», том 1, 1969, «Третий фильм Де Сантиса - социальная история, в которой в случае борьбы индивида с конформистской и страшной, асоциальной и индивидуалистической коллективностью единственным возможным решением против несправедливости и ненависти, насилия и эгоизма является классовая солидарность. Таким образом, фильм становится своего рода программным и пропагандистским дискурсом, переплетающимся с фактами и персонажами, которые его комментируют, но без эффективной художественной автономии он не растягивается в поэтической истории, он не заставляет главных героев истории жить, а ограничивается предоставлением проблемы и её решения».